# Malackasånghöna
Malackasånghöna (Arborophila campbelli) är en fågel i familjen fasanfåglar inom ordningen hönsfåglar.

## Utseende och läte
Malackasånghönan är en liten och skygg hönsfågel. Karakteristiskt är vita kinder, mörkt huvud och fläckad olivbrun ovansida. Sången består av en upprepad serie med stigande och ringande toner.

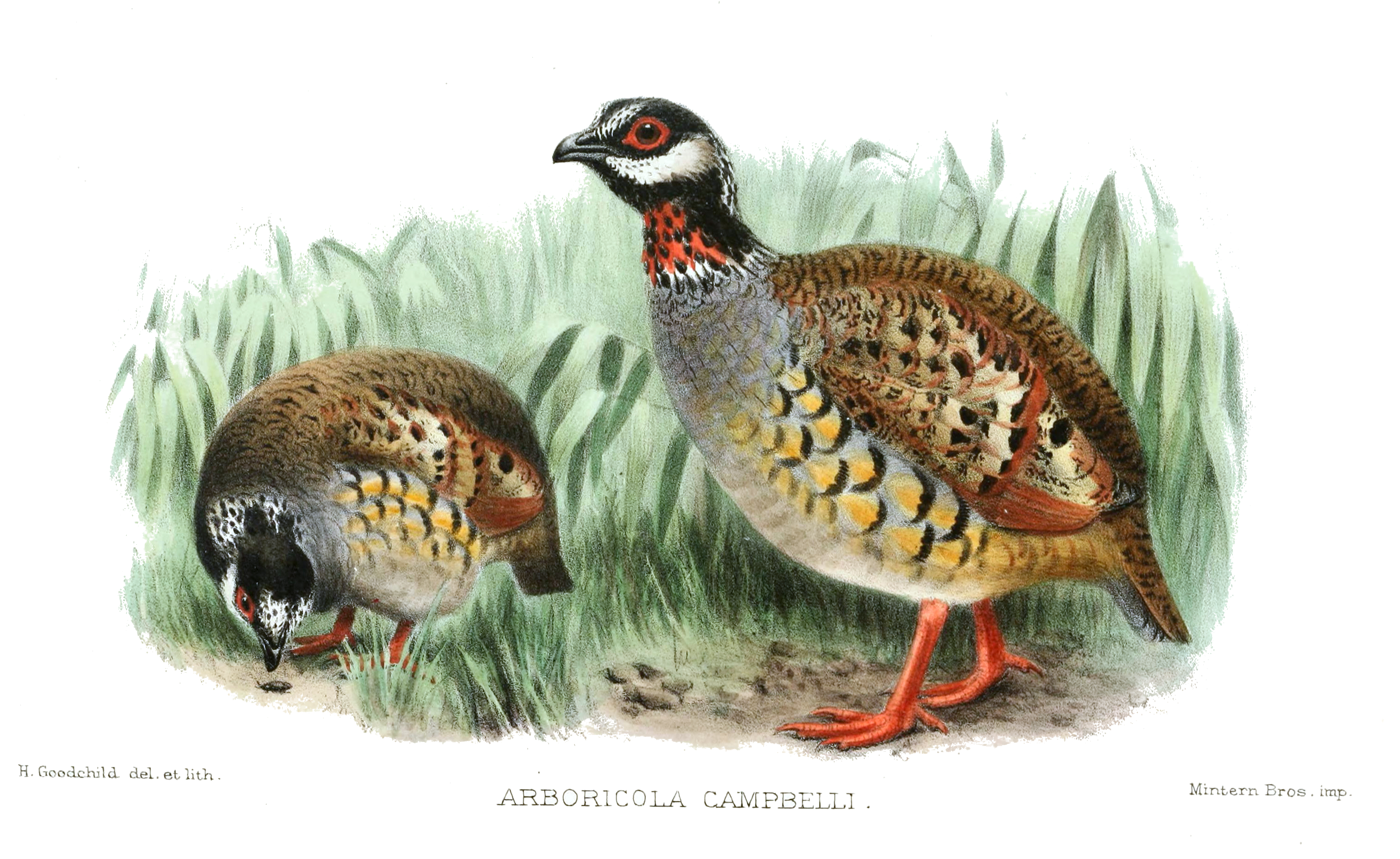

## Utbredning och systematik
Fågeln förekommer i bergstrakter på Malackahalvön. Den behandlas som monotypisk, det vill säga att den inte delas in i några underarter. Tidigare behandlades den som underart till vitmaskad sånghöna (A. orientalis).

## Levnadssätt
Malackasånghönan hittas i bergsskogar på mellan 1000 och 1600 meters höjd. Där födosöker den på marken i par eller smågrupper. Arten är skygg och kommer sällan ut i det öppna.

## Status och hot
Arten har ett stort utbredningsområde, men tros minska i antal, dock inte tillräckligt kraftigt för att den ska betraktas som hotad. Internationella naturvårdsunionen IUCN listar arten som livskraftig (LC).

## Namn
Fågelns vetenskapliga artnamn hedrar Charles William Campbell (1861-1927), brittisk diplomat och resande i Kina och Mongoliet.